# 熊貓計劃
《熊猫计划》（英語：Panda Plan）是一部2024年香港和中国大陆合拍的动作喜剧电影。續集為2025年上映的《熊猫计划2》。

## 演員
| 演員   | 角色       | 備註             |
| 成龙   | Jackie     | 国际功夫巨星     |
| 魏翔   | 大卫       | 金牌经纪人       |
| 史策   | 苏小竹     | 熊猫保育员       |
| 韩彦博 | 察坤       | 国际犯罪组织首領 |
| 贾冰   | 冰激凌店长 |                  |
| 芮丹尼 | 哈里       |                  |
| 安地   | 园长       |                  |

## 制作和宣传
- 2023年8月10日，本片宣布正式開機，並公布了成龍、韩彦博等演員的參演[4]。
- 2023年10月27日，本片於宝兴邓池沟完成拍攝，並於30日前往中國四川雅安取景拍攝[5]。
- 2024年8月30日，本片官宣將於同年10月1日正式上映。